# Manolo Zambrano
Manuel Zambrano Díaz (Huelva, 8 de marzo de 1960) es un exfutbolista y actualmente es presidente del Recreativo de Huelva desde 2016. Su hermano Antonio Zambrano Díaz y su hijo Alejandro Zambrano también han sido futbolistas profesionales.

## Trayectoria
Comenzó su carrera amateur como jugador de conjuntos de su ciudad como el "Madre de Dios" y el "Ibánez Hermanos" hasta que la absorción de este último por el Recreativo de Huelva lo llevó a la cantera del Club. Debutó en el equipo principal en 1978, en Primera División y con 17 años ante el Real Zaragoza. Club en el que sigue hasta 1984, cuando ficha por el CD Málaga de Primera División y un año más tarde con el Sevilla FC. En 1987 ficharía por el Celta de Vigo y posteriormente por el Real Murcia hasta que abandona el fútbol como jugador profesional a raíz de una lesión y tras 180 partidos en la máxima división del fútbol español. Entre sus méritos también están ser trece veces internacional con las selecciones inferiores de la selección española de fútbol.
De su trayectoria como entrenador destaca su paso por la escuela Escuela de Fútbol Base de San Juan del Puerto, el Olont de Gibraleón, Ayamonte, San Fernando, Cartaya, el filial del Recreativo... hasta que a finales de la temporada 2007/2008 se hace con las riendas del primer equipo del Real Club Recreativo de Huelva en sustitución del destituido Víctor Muñoz y consiguiendo la permanencia en Primera esa temporada por lo que fue renovado para la siguiente campaña, siendo el primer entrenador en la historia del Club en Primera División en dirigir dos años consecutivos al equipo.
El 7 de octubre de 2008 es destituido como entrenador del Recreativo de Huelva por los malos resultados cosechados por el equipo.
Años más tarde, en octubre del 2016, fue nombrado como nuevo presidente del club, representando al nuevo consejo de administración, en sustitución de Pablo Comas tras la expropiación por parte del Ayuntamiento de Huelva.

## Clubes

### Como futbolista
| Club                 | País   | Año       |
| -------------------- | ------ | --------- |
| Recreativo de Huelva | España | 1978-1984 |
| C.D. Málaga          | España | 1984-1985 |
| Sevilla F. C.        | España | 1985-1987 |
| Celta de Vigo        | España | 1987-1990 |
| Real Murcia          | España | 1990-1991 |

### Como entrenador
| Club                   | País   | Año       | División         |
| ---------------------- | ------ | --------- | ---------------- |
| San Fernando           | España | 2002-2003 | Tercera          |
| San Fernando           | España | 2003-2004 | Tercera          |
| Cartaya                | España | 2004-2005 | Tercera          |
| Cartaya                | España | 2005-2006 | Primera Andaluza |
| Cartaya                | España | 2006-2007 | Primera Andaluza |
| Recreativo de Huelva B | España | 2007-2008 | Primera Andaluza |
| Recreativo de Huelva   | España | 2007-2008 | Primera          |
| Recreativo de Huelva   | España | 2008      | Primera          |